# Henri Rudaux
Henri-Edmond Rudaux, né à Paris le 5 avril 1870 et mort dans la même ville le 14 novembre 1927, est un peintre, lithographe, illustrateur et affichiste français.

## Biographie
Henri Edmond Rudaux naît dans le 9e arrondissement de Paris le 5 avril 1870, fils du peintre Edmond-Adolphe Rudaux (1840-1908) et de Marie Louise Libert. Il passe sa jeunesse en Normandie où ses parents s'installent peu après sa naissance, à Saint-Pierre-lès-Elbeuf, puis Donville-les-Bains.  
Au début de sa carrière, il est inspiré par les scènes maritimes, puis il évoluera vers les portraits. Élève de son père, de Benjamin-Constant, de Jules Lefebvre, puis de Tony Robert-Fleury, il réalise des peintures à l’huile, ainsi que de nombreuses lithographies. Il devient membre de la Société des artistes français en 1893, et expose régulièrement à leur Salon ; il y reçoit une mention honorable en 1897.  
Il expose également aux Salons du Havre, de Rouen et de Bordeaux. 
En 1893, il reçoit le prix Brizard pour son tableau L’Escadre du Nord exposé au Salon des artistes français.
Il illustre l'actualité dans plusieurs journaux, en particulier L'Illustration, notamment lors de la guerre des Boers, et donne une série de portraits, dont ceux de Clemenceau et Jaurès pour l'article « À la chambre des députés : les interpellations à la suite des incidents du midi » à propos d'une révolte viticole de grande ampleur sévèrement réprimée par l’armée.
Il illustre également des ouvrages et réalise de nombreuses affiches pour des sociétés commerciales, des représentations théâtrales et des films.
Une de ses créations est conservée dans les collections du Château-Musée de Nemours.
Il se marie le 2 avril 1895 à Sedan avec Marthe Berthe.
Henri Rudaux meurt le 14 novembre 1927 dans le 5e arrondissement de Paris.

Œuvres d'Henri Rudaux
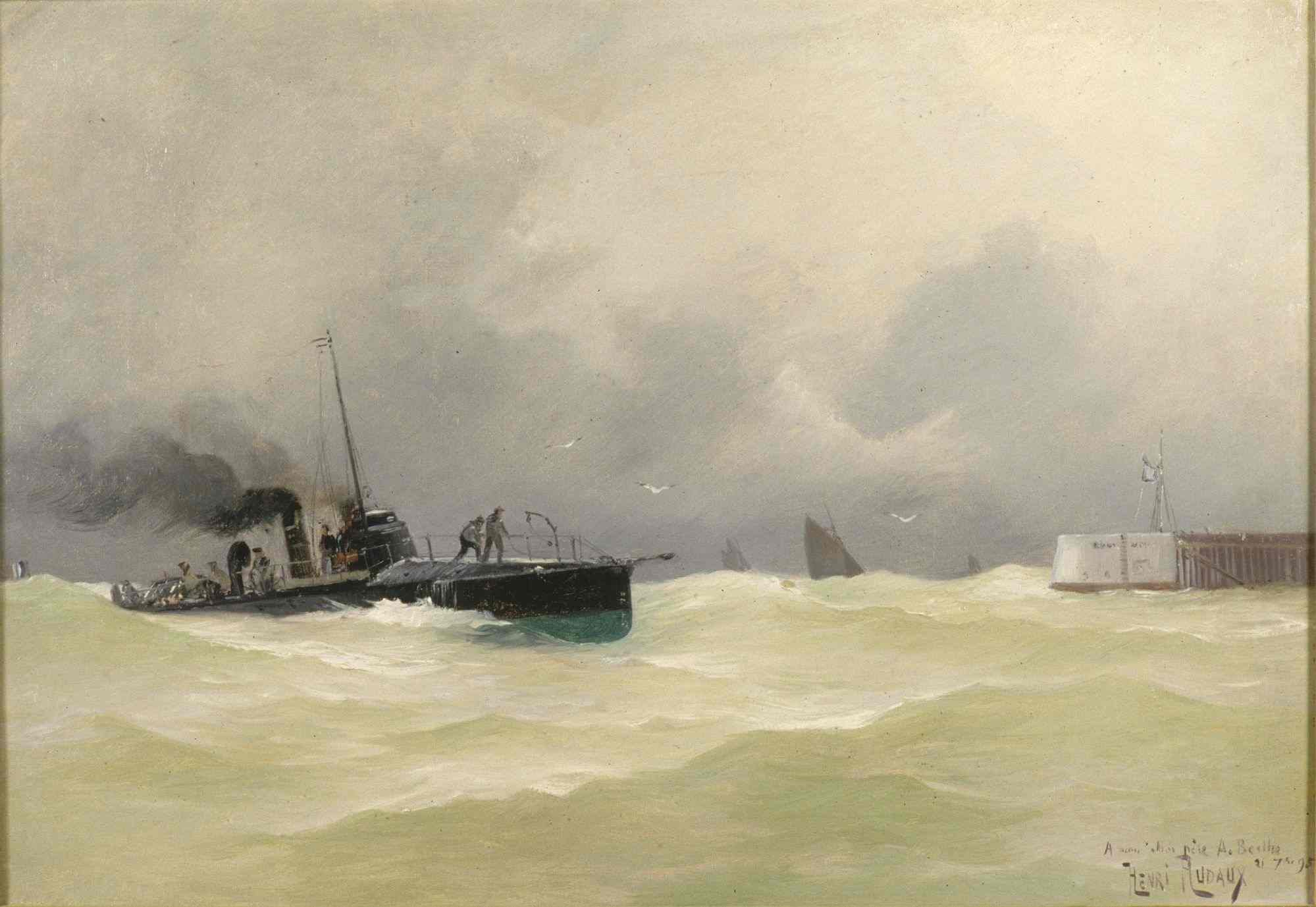
Torpilleur numéroté rentrant au port (1895), Paris, musée national de la Marine.
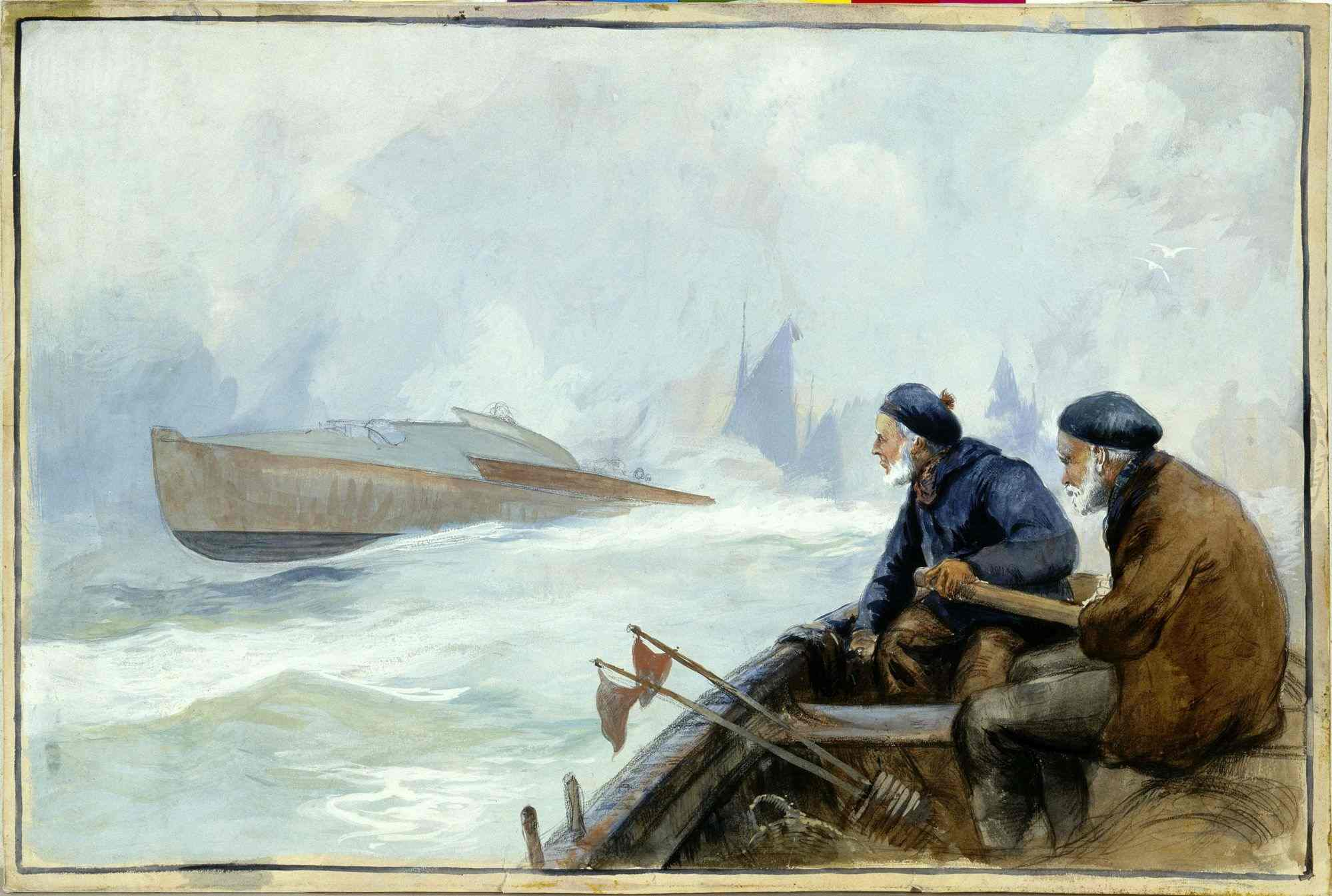
Le Passage du monstre (1906), Paris, musée national de la Marine.
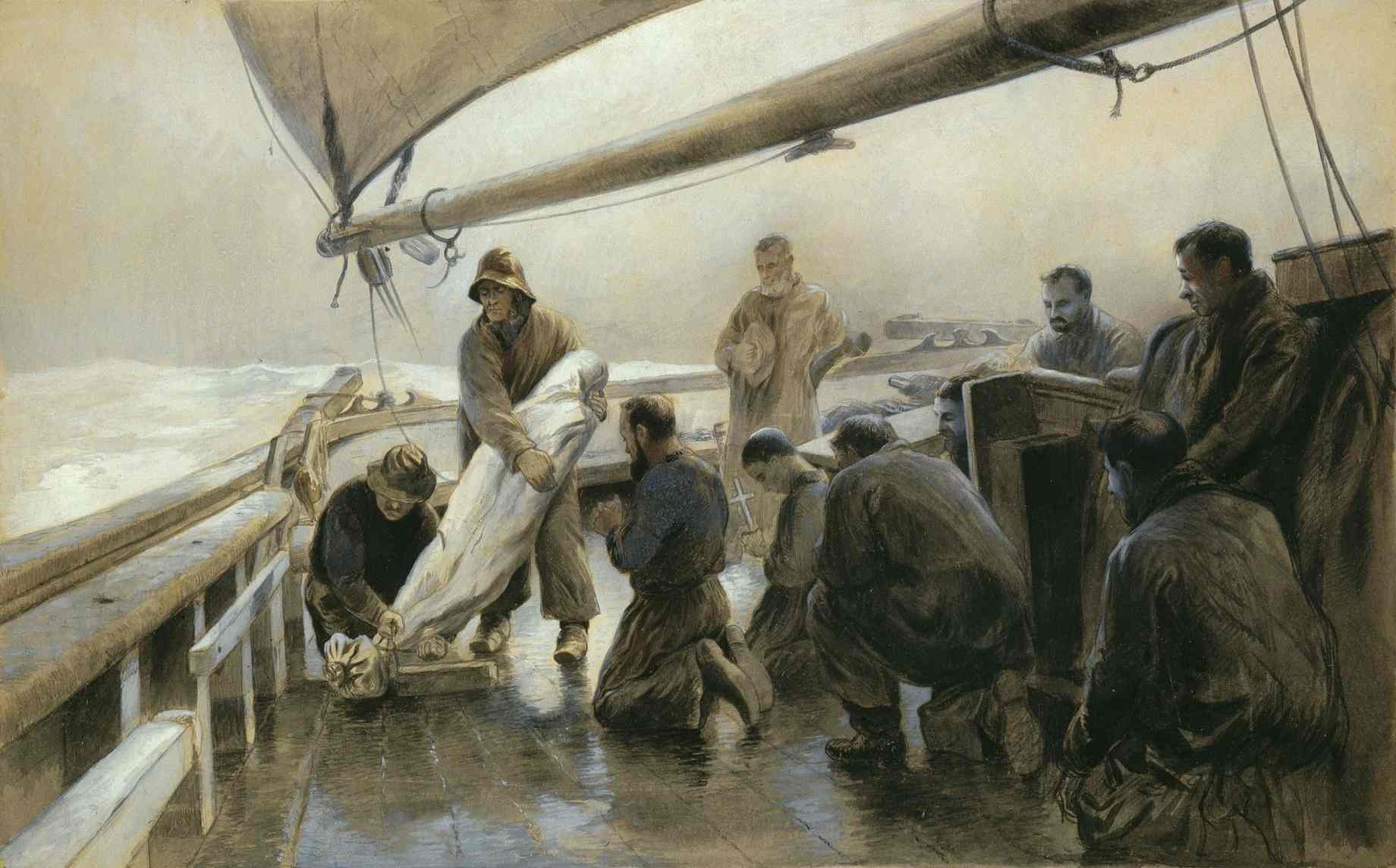
Les Funérailles du terre-neuvas, Paris, musée national de la Marine.
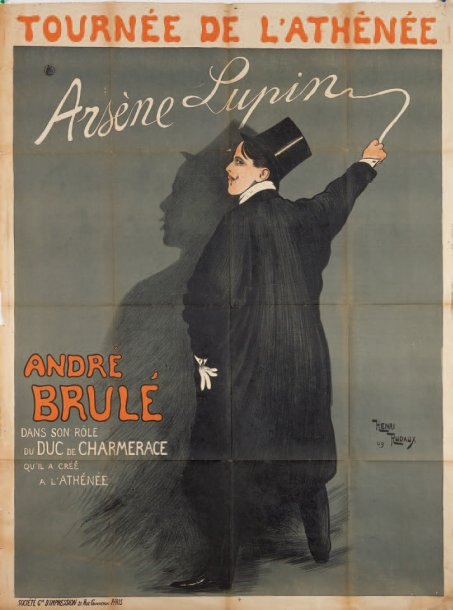
Tournée de l'Athénée. Arsène Lupin (1909), affiche.
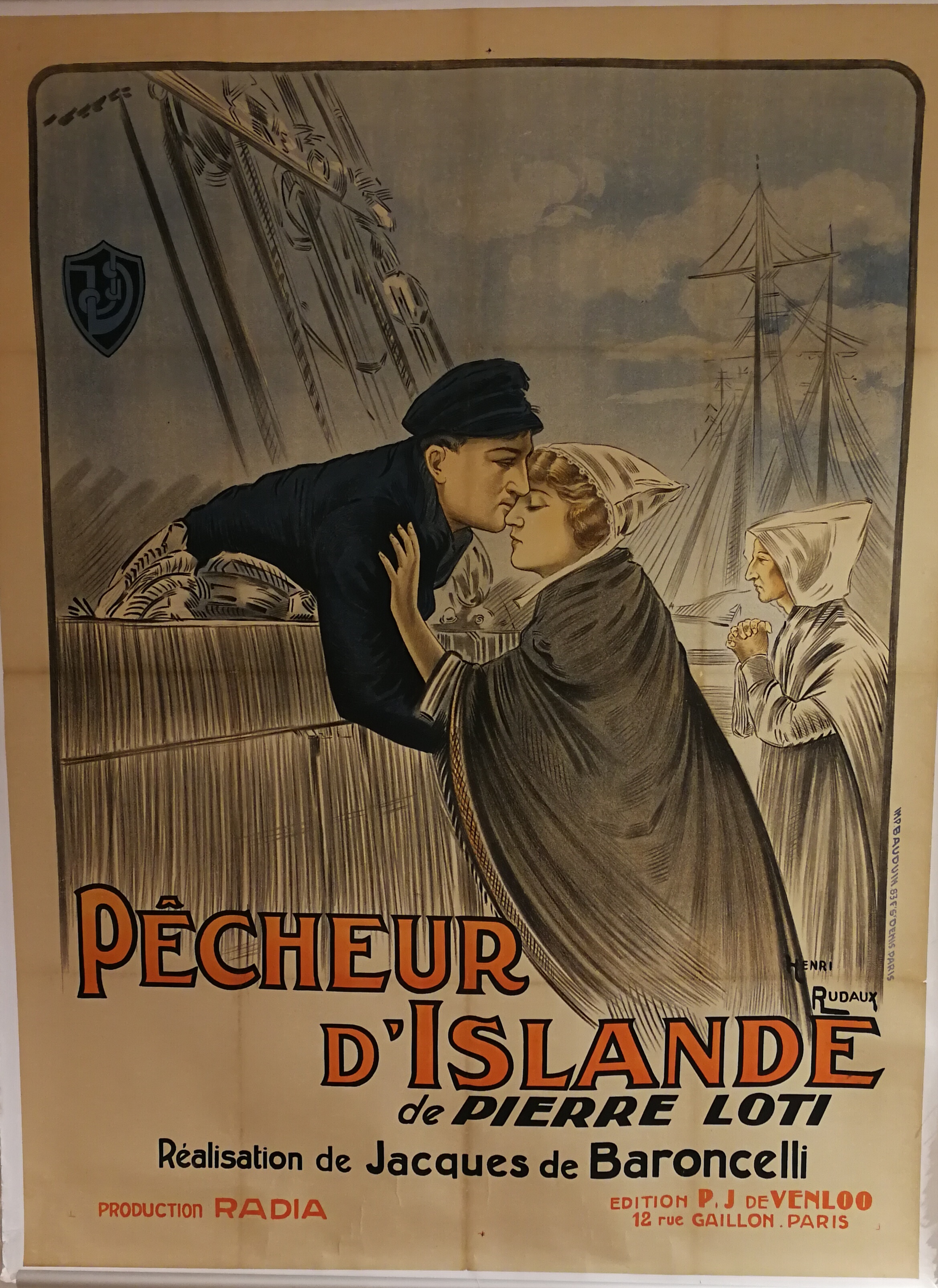
Pêcheur d'Islande (1924), affiche du film de Jacques de Baroncelli.

## Œuvres

### Œuvres exposées au Salon des artistes français
- 1890 : Bateaux pêcheurs à Granville. Le soir.
- 1892 : Torpilleurs par gros temps.
- 1893 : L'Escadre du Nord (prix Brizard).
- 1896 : Venise, gouache.
- 1897 : Spithead.
- 1898 : Rentrée des couleurs et du grand pavois à bord du Pothuau.
- 1910 : Portrait de Mme Gabrielle Robinne de la Comédie-Française, lithographie.
- 1911 : Mort de Don Quichotte. Portrait de Vanni Marcoux, lithographie.
- 1912 : Don Quichotte, lithographie.

### Illustrations d'ouvrages
- Donatienne, de René Bazin, 1907.
- La Canne de Jonc, d'Alfred de Vigny, 1913.
- Notre Époque. Le Barreau, portraits de juristes, 20 lithographies, 1907.

### Affiches
- Société française des munitions, 1900.
- Les Messageries maritimes, 1908.
- Mercedes, Daimler-Benz, 1910.
- Par le fer et par le feu, pièce de théâtre de Maurice Bernhardt, au théâtre Sarah-Bernhardt, 1904.
- Hernani, pièce de théâtre mise en scène par Hirschmann, 1909.
- Revue de guerre en deux actes, pièce de théâtre, 1915.
- Pêcheur d'Islande, film de Jacques de Baroncelli, d'après le roman éponyme de Pierre Loti, 1924.